# 音效指導
音效指導（英語：Director of audiography）是指聲音部門的負責人。作為策劃動畫、電玩遊戲、電影業界中專門監督音樂、音效、配音等，與聲音部份有關的工作。由於動畫、遊戲、電影的音響監督在性質上大同小異，因此接下來的描述以動畫業界為主。
此類工作在台灣方面的職稱為「領班與音效師」。

## 日本動畫的音效指導
在確定開始製作一部動畫（電玩或是電影）時，音響監督便著手進行聲優的徵選，期間會以原作者（改編的情形下）、動畫監督、製作人的意見為參考，並決定最後的人選。另外，音響監督也必須有效利用有限的「音響製作費」預算，去尋找合適的錄音間、錄音師、音效師、作曲家、歌手等等。
當一部動畫正在製作當中，音響監督除了對參與演出的聲優進行演技指導以外也必須決定許多聲音細節，例如：配樂的使用時機、背景音樂的選取、音效的選擇……等。由於聲音在動畫作品中也佔有相當重要的地位，因此音響監督也常常徵詢監督、演出、腳本家等人的意見，來共同完成一部令觀眾難忘的作品。
成為一位音響監督，除了一般情況由音響、錄音工作人員晉升之外，長年的配音工作使得一些聲優累積了相當實力，也是可以出來擔任音響監督，最有名的例子有千葉繁、辻谷耕史等人。
比較特殊的例子是東映動畫的音響監督制度：東映動畫通常不設音響監督一職，因此這個工作便全部由負責該話的演出來兼任。

### 知名的音效指導
- 斯波重治：風之谷、天空之城、妙廚老爹、機動警察全系列、相聚一刻、亂馬1/2
- 本田保則：超時空要塞三部曲、鐵甲人-地球靜止之日、天地無用!、獸兵衛忍風帖、MONSTER、獵魔戰記
- 田中英行：機動戰艦、新世紀福音戰士、純情房東俏房客、天使禁獵區、魔法使的條件
- 岩浪美和(男性)：血戰、日語配音版『駭客任務』三部曲、幸運女神、京四郎與永遠的空、增血鬼果林
- 藤野貞義：機動戰士Z GUNDAM、魔神英雄傳、閃電霹靂車、秀逗魔導士、機動戰士GUNDAM SEED DESTINY
- 三間雅文：Macross Plus、Macross Zero、百變小櫻、千年女優、Chobits、鋼之鍊金術師、NANA、舞-HiME、黑子的籃球、進擊的巨人、潮與虎、頭文字D
- 鶴岡陽太：超時空要塞7、∀鋼彈、天使不設防!、萬花筒之星、薔薇少女、驚爆危機、AIR、涼宮春日的憂鬱、犬夜叉、銀河冒險戰記、捍衛者、幻影死神、風之聖痕、CLANNAD、穿越宇宙的少女、化物語、死後文
- 菊田浩巳(女性)：星空的邂逅、星空的邂逅2、廢棄公主、英國戀物語艾瑪、你所期望的永遠、王牌投手 振臂高揮
- 若林和弘：攻殼機動隊、攻殼機動隊 STAND ALONE COMPLEX、人狼 JIN-ROH、交響詩篇、櫻蘭高校男公關部
- （田中一也）：小紅帽恰恰、阿倍野橋魔法商店街、銀河天使、校園迷糊大王、蟲師、英雄時代
- 飯塚康一：下級生、吉永家的石像怪
- （中野徹）：今天是魔王、.hack//SIGN、小公主優希、TSUBASA翼、勇往直前2、天元突破 紅蓮螺巖
- 龜山俊樹：魔法提琴手、魔法少女奈葉、魔法少女奈葉A's、魔法少女奈葉StrikerS、月詠 -MOON PHASE-、嬉皮笑園
- 平光琢也：Hunter × Hunter、神槍少女、網球王子、尋找滿月、愛你寶貝
- 井澤基：名偵探柯南、怪醫黑傑克、反逆的魯路修
- 蝦名恭範（えびなやすのり）：幻影天使、極樂天師、School Days
- 佐藤順一：水星領航員

### 兼任聲優
- 千葉繁：御先祖樣萬萬歲、妹妹公主、妹妹公主Repure、仙界傳 封神演義
- 三矢雄二：浪客劍心、破壞魔定光、雲之彼端，約定的地方、涼風、秒速五公分
- 辻谷耕史：闇與帽子與書的旅人、Fate/stay night、SIMOUN、桃華月憚
- 鹽屋翼：BASILISK甲賀忍法帖、銀河鐵道物語、歡迎加入NHK!
- 井上和彥：推理之絆、植木的法則、機動新撰組 萌之劍 TV版
- 鄉田穗積：我要上太空、絕對少年、暮蟬悲鳴時、紫音之王、吸血鬼騎士